# Betzy Kjelsberg
Betzy Aleksandra Kjelsberg, född Børresen 1 november 1866 i Svelvik, död 3 oktober 1950 i Bergen, var en norsk feminist och politiker. 
Kjelsberg deltog 1898 i bildandet av Landskvinnestemmerettsforeningen, blev 1910 Norges första kvinnliga fabriksinspektör och var 1922–1938 ordförande i Norske Kvinners Nasjonalråd. År 1926 blev hon den första kvinnan i Venstres partistyrelse, där hon satt till 1938. Hon var vicepresident i International Council of Women 1926–1938.